# エストニアの国章
エストニアの国章（エストニアのこくしょう）は金地に青い3頭の正面を向いた獅子を描いたもので、金の楢の枝葉に囲まれたデザインとなっている。青い3つのライオンはその起源はデンマーク王ワルデマール2世がエストニアを統治していた12世紀にまで遡り、現在のデンマークの国章にもエストニアと同じ3頭のライオンが描かれている。元来はタリンの市の紋章であり。なお、楢はエストニアの人々にとって聖なる木とされている。
楢の枝葉は国力と自由、3頭のライオンは勇気を表す。
1925年に正式に議会において国章と定められたが、ソビエト連邦期には使用が禁じられ、マツとコムギが共産主義を表す赤い星の下、朝日と鎌と槌を囲む国章が使われていた。現在の国章は、1993年より再び用いられるようになっている。

テッラ・マリアナの国章
タリンの紋章、1340年
ロシア帝国領時代 のエストニアの紋章
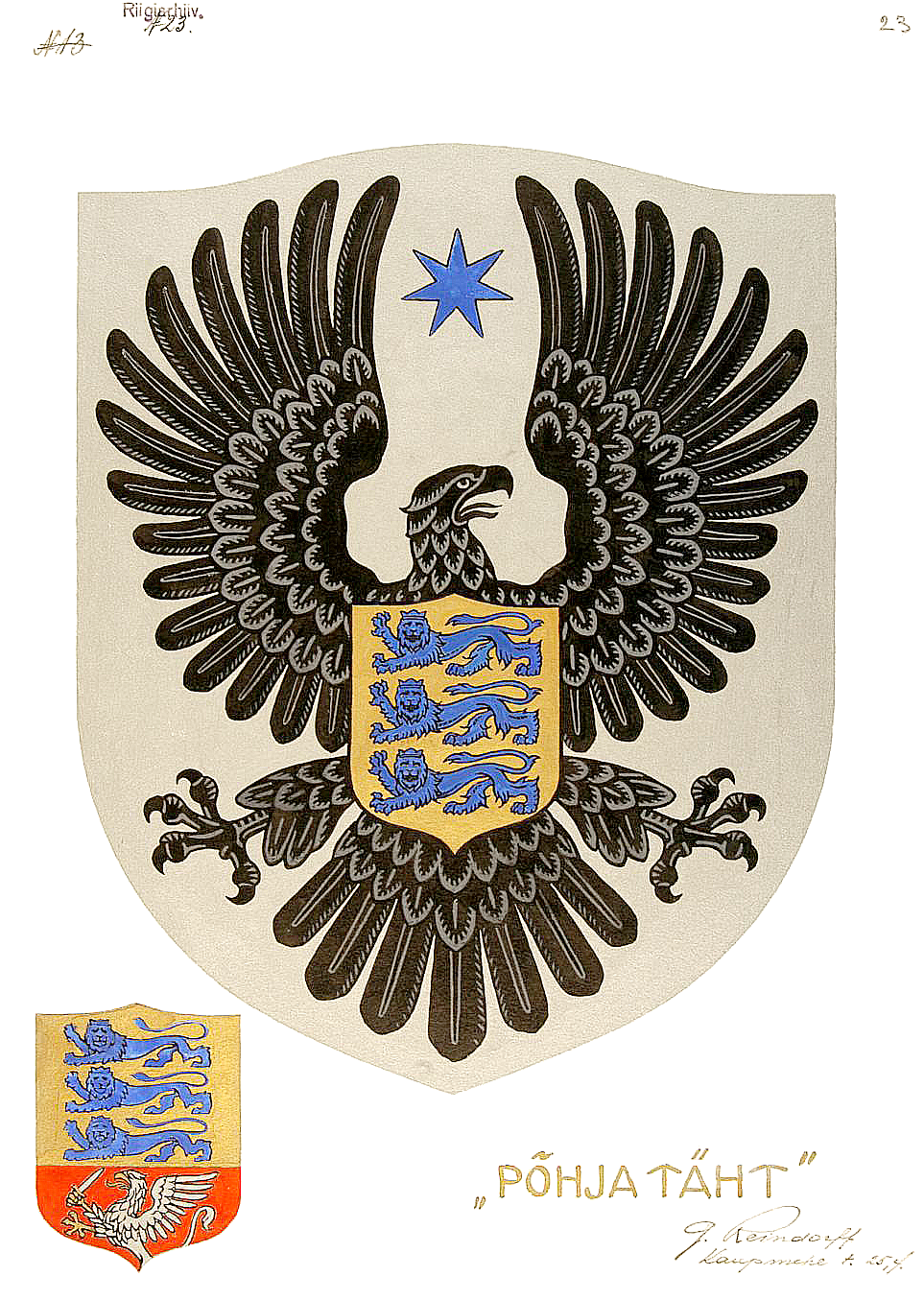
1922年の国章
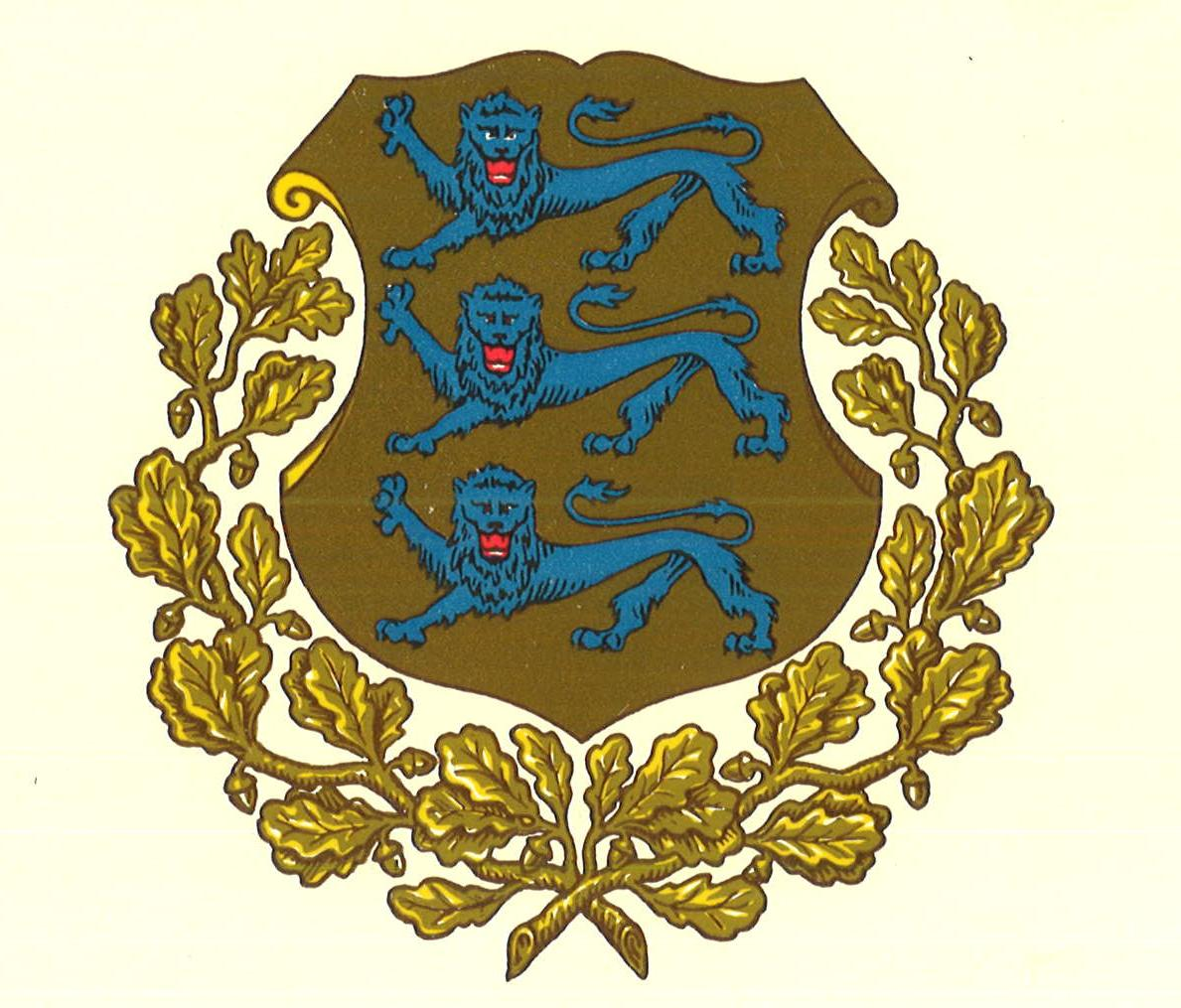
1925–1940年の国章
ソ連構成国時代のエストニアの国章1940年–1990年
タリンの紋章